# سامتسخه–جافاخيتي

خريطة التضاريس لمنطقة سامتسخي - جافاخيتي

منطقة سامتسخه–جافاخيتي في جنوب جورجيا والتي تشمل المقاطعات الجورجية التاريخية ميسخيتي وجافاخيتي وتوري. أخالتسيخه عاصمة البلاد.
يمر خط أنابيب النفط باكو-تبليسي-جيهان وهو خط أنابيب الغاز الطبيعي في جنوب القوقاز و‌خط السكك الحديدية في قارص-تبيليسي-باكو عبر المنطقة.

## الموقع
تحدها مناطق أجارا إلى الغرب، و‌غوريا و‌إيميريتي إلى الشمال، و‌شيدا كارتلي وكفيمو كارتلي إلى الشمال الشرقي وإلى الشرق، و‌أرمينيا و‌تركيا إلى الجنوب والجنوب الغربي.

## معلومات عامة
تبلغ مساحة المنطقة 6،413 كيلومترا مربعا ويبلغ عدد سكانها 160.504 نسمة. المركز الإداري للمنطقة هو أخالتسيخه. هناك 353 منطقة مأهولة بالسكان.

## وصلات خارجية
- Friends at Dinner, Foes at Politics (about socio-economic problems of the region)
- Obstacles Impeding the Regional Integration of the Javalkheti Region, an ECMI working paper (نسق المستندات المنقولة format)